# Andrzej Gut
Andrzej Gut (ur. 19 maja 1950 w Warce, zm. 7 kwietnia 2023 tamże) – artysta, poeta, działacz i samorządowiec, autor książek o historii Warki.

## Życiorys
Z wykształcenia był technikiem mechanikiem, jednakże zawsze przejawiał zainteresowania artystyczne. Związał się z orkiestrą dętą działającą przy Fabryce Urządzeń Mechanicznych, z tym zespołem występował podczas młodzieżowych mszy świętych. Na początku lat 80. XX w. związał się z wareckim zespołem Szafrany.
Z początkiem lat 80. XX w. zaangażował się też w działalność NSZZ „Solidarność”, organizował funkcjonowanie Regionu NSZZ „S” Ziemi Radomskiej, w okresie zmian ustrojowych w Polsce był przewodniczącym Terenowego Zespołu Koordynacji Akcji Wyborczej Solidarność w Warce. W 1991 r. był jednym z założycieli Kabaretu Dziekanka działającego do 1995 r. przy wareckim Domu Kultury. Dla tego kabaretu pisał teksty i komponował muzykę oraz brał udział w jego przedstawieniach.
W latach 1994–1998 był radnym miasta i gminy Warka, następnie w latach 1998-2002 pełnił funkcję radnego powiatu grójeckiego. Jednocześnie w 1995 r., w momencie tworzenia Akcji Katolickiej, kierował działalnością sekcji kulturalnej, pracował z młodzieżą oraz stworzył zespół Anima. W ramach swej działalności społecznej zainicjował w 1998 r. wykonanie epitafium na cześć ks. Jerzego Popiełuszki, które zostało umieszczone na ścianie kościoła Matki Boskiej Szkaplerskiej w Warce. W 2004 r. objął funkcję prezesa Klubu Chrześcijańskiego Ruchu Samorządowego Powiatu Góreckiego. 40. lecie jego działalności artystycznej zostało uwieńczone benefisem jaki miał miejsce  w 2004 r. w Pałacu w Winiarach.
W 2006 r. ponownie objął stawisko radnego powiatu grójeckiego i sprawował je do 2010 r. W 2007 r. był jednym z inicjatorów budowy pomnika upamiętniającego Piotra Wysockiego, objął też przewodnictwo nad Komitetem Budowy Pomnika Piotra Wysockiego. W późniejszym okresie zaangażował się w utworzenie Społecznego Komitetu im. ks. Marcelego Ciemieniewskiego na Rzecz Odnowy Zabytkowych Nagrobków na Wareckim Starym Cmentarzu. Komitet, pod jego kierownictwem, organizował kwesty na rzecz rekonstrukcji nagrobków na wareckich cmentarzach. Zaangażował się, jako sekretarz, w działalność Komitetu Koronacyjnego Obrazu Matki Bożej Szkaplerzowej w Warce, który w 2018 r. uwieńczył swą działalność w 2018 r. koronacją obrazu. Z związku ze stuleciem odzyskania niepodległości przez Polskę przygotował okolicznościowy album pt. Żyli wśród nas zawierający przypomnienie 100. zasłużonych mieszkańców Warki pochowanych na starym wareckim cmentarzu.

## Życie prywatne
Był w związku małżeńskim z Marią, z którą miał synów Mikołaja i Maksymiliana.

## Publikacje
Jest autorem publikacji:
- Rodzinnemu miastu : wiersze (1999, ISBN 978-83-901875-8-7),
- Artysta od krzyży (2004, ISBN 978-83-7257-162-5),
- Salve Wysocki : Piotr Wysocki, bohater powstania listopadowego 1830 r. (2008, ISBN 978-83-924756-2-0),
- Solidarność : Warka 1980-2005 : fakty i wydarzenia (2009, ISBN 978-83-7204-796-0),
- Żyli wśród nas... (2019, ISBN 978-83-949550-2-1).